# Димитрије Калезић
Димитрије Калезић (Кликоваче код Спужа, 10. новембар 1937 — Београд, 14. децембар 2024) био је српски свештеник, протојереј-ставрофор Српске православне цркве, православни теолог, филозоф и лингвиста, професор на Богословском факултету у Београду и Фочи, Музичкој академији у Источном Сарајеву. Обављао је и дужност декана Православног богословског факултета у Београду.

## Биографија
Рођен је 1937. Малу матуру је завршио 1951, а 1956. петоразредну Богословију у Призрену. Након одслуженог двогодишњег војног рока, 1958. уписује теологију и дипломира 1962. Филолошки факултет у Београду група за српски језик и југословенске књижевности, уписује 1960. а дипломира 1964. Постдипломске студије филозофије је завршио у Бечу (1962—1964).
Предложен је за дописног члана Српске академије наука и уметности 2006 и 2009. Трећи пут је за дописног члана САНУ предложен 30. марта 2012. од стране Управног одбора Удружења књижевника Србије. Био је редовни члан Српске краљевске асоцијације академика иноватора и научника.
Живео је у Београду.

## Одабрана бибилиографија
- „Аутокефалички покрет у Црној Гори: Студија из социологије религије”. ЈУНИР годишњак. Ниш: Југословенско удружење за научно истраживање религије. 3. Религија-црква-нација: Време после рата: 108—122. 1996.  124319495.

- Енциклопедија православља. Књ. 1, А-З. Београд: Савремена администрација. 2002. ISBN 86-387-0671-5.  513079908.

- Енциклопедија православља. Књ. 2, И-О. Београд: Савремена администрација. 2002. ISBN 86-387-0676-6.  513080164.

- Енциклопедија православља. Књ. 3, П-Ш. Београд: Савремена администрација. 2002. ISBN 86-387-0679-0.  513080420.

- „Одумирање ћирилице”. Политика. 6. 8. 2006. Архивирано из оригинала 11. 4. 2013. г.